# Dušan Poliačik
Dušan Poliačik   (Dobroč, 11 de febrer de 1955) és un aixecador de peses eslovac, ja retirat, que va competir sota bandera de Txecoslovàquia a finals de la dècada de 1970 i començaments de la del 1980.
El 1980 va prendre part en els Jocs Olímpics d'Estiu de Moscou, on guanyà la medalla de bronze en la competició del pes pesant lleuger del programa d'halterofília.
En el seu palmarès també destaquen tres medalles de bronze al Campionat del món d'halterofília, el 1979, 1980 i 1981 i dues medalles de bronze al Campionat d'Europa, el 1979 i 1981.